# 캣우먼 (영화)
《캣우먼》(영어: Catwoman)은 2004년 9월 24일에 개봉한 피토프 감독의 액션 영화이다.

## 줄거리
예술가인 페이션스 필립스는 지적이고 근면하며 온순한 사람으로, 그녀의 주된 지지자는 가장 친한 친구인 샐리이다. 그녀는 화장품 회사인 헤데어 뷰티에서 일하는데, 이 회사는 노화의 영향을 되돌릴 수 있는 '보라인'이라는 새로운 스킨 크림을 출시할 준비를 하고 있다. 그러나 페이션스가 다시 작업한 광고 디자인을 전달하기 위해 연구 개발 연구소를 방문했을 때, 그녀는 과학자 이반 슬라비키 박사와 회사 소유주 조지 헤데어의 아내 로렐 헤데어 사이에 제품을 계속 사용할 경우 발생할 수 있는 위험한 부작용에 대한 논의를 엿듣게 된다. 로렐의 경비원들은 페이션스를 발견하고 그녀를 처리하라는 명령을 받는다. 페이션스는 도관 파이프를 이용해 탈출하려 하지만, 하수인들은 파이프를 밀봉하고 그녀를 물에 빠뜨려 익사시킨다. 해변에 떠밀려온 페이션스는 이전에 그녀의 아파트에 나타났던 미드나잇이라는 이름의 이집션 마우 고양이에 의해 신비롭게 소생된다. 그 순간부터 그녀는 고양이와 같은 속성을 갖게 된다.
미드나잇의 주인인 괴짜 연구자 오펠리아 파워스에게서 페이션스는 바스트 여신의 메신저 역할을 하는 이집션 마우 고양이에 대해 알게 된다. 페이션스는 자신이 이제 "캣우먼"이 되어 축복이자 저주인 능력을 가지고 환생했음을 깨닫는다. 집에서 페이션스는 이웃의 파티 소동에 짜증이 나 확성기에 물을 뿌려 소음을 잠재운다. 자신의 신분을 숨기기 위해 캣우먼이라는 이름의 미스터리한 자경단원으로 변장한 페이션스는 어둠 속에서 누가 자신을 죽였고 왜 그랬는지에 대한 답을 찾는다. 결국, 그녀의 수색(슬라비키의 시신을 찾고 나중에 그의 살인 혐의를 받는 것을 포함)은 그녀를 로렐에게 이끌어낸다. 그녀는 로렐에게 조지를 주시해달라고 요청하고, 로렐은 이에 동의한다. 그러나 페이션스가 캣우먼으로 조지(다른 여자와 오페라를 관람 중인)와 대치했을 때, 그는 부작용에 대해 아무것도 모른다고 밝힌다. 페이션스의 연인인 톰 론 형사가 이끄는 경찰이 도착하고 캣우먼은 도망친다. 나중에 로렐은 조지가 의심을 키우고 불륜을 저지르자 그를 살해하고, 슬라비키 박사가 제품 출시를 취소하려 했기 때문에 그를 죽였다고 자백한다. 그녀는 캣우먼에게 연락하여 살인 누명을 씌우고, 다음 날 보라인을 대중에게 공개할 계획을 세운다. 톰은 캣우먼을 구금한다.
페이션스는 감방에서 빠져나와 로렐의 사무실에서 그녀와 대면하고, 페이션스의 죄책감에 대해 다시 생각한 후 로렐을 심문하러 온 톰을 구출하며, 로렐이 자신의 죽음에 책임이 있음을 밝힌다. 그들이 싸우는 동안 페이션스는 로렐을 해칠 수 없음을 깨닫는다. 로렐은 제품의 부작용을 밝히는데, 사용을 중단하면 피부가 분해되고, 계속 사용하면 피부가 대리석처럼 단단해져 고통에 면역이 된다는 것이다. 싸움 중에 그녀는 로렐의 얼굴을 여러 번 할퀴고, 로렐은 창문 밖으로 떨어져 깨진 유리 파이프를 붙잡는다. 로렐은 창문 반사에서 빠르게 변형되는 자신의 얼굴을 보고 경악하여, 페이션스가 내민 손을 잡지 못하고 추락하여 사망한다.
페이션스는 슬라비키 박사와 헤데어 부부의 죽음과 관련된 모든 혐의에서 벗어났지만, 법을 벗어나 생활하고 캣우먼으로서 새로 찾은 자유를 누리기 위해 톰과의 관계를 끝내기로 결정한다.

## 출연
- 핼리 베리 - 페이션스 필립스/캣우먼 역
- 벤저민 브랫 - 톰 론 역
- 샤론 스톤 - 로렐 헤데어 역
- 랑베르 윌슨 - 조지 헤데어 역
- 프랜시스 콘로이 - 오필리아 파워스 역
- 앨릭스 보스타인 - 샐리 역
- 마이클 매시 - 살인범 역
- 크리스토퍼 하이어달 - 불량배 역

## SBS 성우진 (2007년 12월 1일)
- 은영선 - 페이션스 필립스 / 캣우먼(할리 베리)
- 강희선 - 로렐 헤데어(샤론 스톤)
- 이규화 - 톰 론(벤저민 브랫)
- 최한 - 조지 헤데어(랑베르 윌슨)
- 차명화 - 오필리아 파워스(프랜시스 콘로이)
- 임미진 - 샐리(앨릭스 보스타인)
- 이재용 - 스네비키(피터 윙필드)
- 김용준 - 살인범(마이클 매시)
- 류다무현 - 톰의 동료 분석가(존 카시니)
- 유동균 - 페이션스의 동료 직원(베렌트 매켄지)
- 이상훈 - 불량배(크리스토퍼 하이어달)
- 위훈 - 톰의 동료 경찰(피터 윌리엄스)
- 김정아 - 톰의 동료 경찰(베니타 하)

## 같이 보기
- DC 코믹스 원작의 영화 작품 목록